# Sopita Tanasan
Sopita Tanasan (thail. โสภิตา ธนสาร; Provincia di Chumphon, 23 dicembre 1994) è una sollevatrice thailandese, vincitrice della medaglia d'oro olimpica nella categoria 48 kg ai Giochi di Rio de Janeiro 2016.

## Palmarès
- Giochi olimpici

Rio de Janeiro 2016: oro nei 48 kg.
- Mondiali

Breslavia 2013: argento nei 53 kg.
Anaheim 2017: oro nei 53 kg.